# Montserrat Boix Piqué
Montserrat Boix Piqué (Polinyà, 26 de gener de 1960) és una periodista catalana, coneguda per desenvolupar conceptes, com ara el ciberfeminisme social o el hacktivisme feminista. Els seus eixos de treball habituals són la violència de gènere i els drets de comunicació i de ciutadania per a les dones.

## Trajectòria professional
Es va llicenciar en Ciències de la Informació a la Universitat Autònoma de Barcelona. A principis dels anys 80 va iniciar la seva trajectòria professional a Ràdio Miramar de Barcelona. Posteriorment va incorporar-se al programa "Encarna de noche" dirigit per Encarna Sánchez, a la COPE Madrid. El 1984 va assumir la prefectura de la Unió Federal de Consumidors d'Espanya.
Des de 1986 és periodista dels Serveis Informatius de Televisió espanyola en la secció Internacional, on s'ha especialitzat en temes de política exterior i el món àrab: Magrib, Sahel, els moviments islàmics i el terrorisme jihadista. Ha estat enviada especial a principis dels 90 a Algèria, cobrint la informació sobre les matances del Grup Islàmic Armat i la seva guerra civil, en camps de refugiats Sahrauis, el Marroc, Egipte, Afganistan, Guatemala i Bangladesh.
Ha treballat, a més, com a professora en diferents màsters universitaris sobre igualtat, tecnologies, comunicació i desenvolupament amb perspectiva de gènere, entre d'altres a la Universitat Internacional de Andalucia i la Universitat del País Basc. Ha estat secretària d'Igualtat i Drets Civils d'UGT RTVE i membre de l'Observatori d'Igualtat de la Corporació de RTVE.

### Ciberfeminisme social
El 1996 va crear Mujeres en Red, diari digital feminista. Juntament amb Anna de Miguel va publicar el capítol "Los géneros de la red: los ciberfeminismos" en el llibre: The role of humanity in the information age. A Latin Perspective (2002) editat per la Universitat de Xile, on es parla per primera vegada del concepte ciberfeminisme social el qual fa referència a organitzacions, xarxes i moviments socials que han incorporat les TIC com a canals de comunicació amb una tradició de pensament i acció anterior a l'aparició de les xarxes a Internet, on grups tradicionalment marginats reclamaven nous espais polítics
El 2006, en el número 10 de la publicació Labrys, va plantejar el concepte de "hacktivisme feminista" en el text Hackeando el patriarcado: La lucha contra la violencia hacia las mujeres como nexo. Filosofía y práctica de Mujeres en Red desde el ciberfeminismo social.

## Premis i reconeixements
Boix ha rebut diversos guardons per la seva tasca a favor d'un periodisme més igualitari, entre d'altres: el premi al reconeixement en la labor periodística més destacada en l'erradicació de la violència de gènere atorgat per l'Observatori Contra la Violència Domèstica i de Gènere del Consell General del Poder Judicial (2005); el Premi Nicolás Salmerón de Drets Humans per l'esforç i la constància en fer de "Mujeres en Red" un dels mitjans de comunicació de referència en la defensa dels drets de la dona, i el Premi Comunicació No Sexista de l'Associació de Dones Periodistes de Catalunya (2015).
El 2016 va ser seleccionada entre les 100 dones més influents d'Espanya, i el diari El Mundo la va incloure a la llista de les 500 dones més influents d'Espanya.

## Publicacions (selecció)
A més de l'obra ja esmentada, cal destacar: 
- "Manual sobre el uso del ordenador y la Internet. Historia sobre las redes internacionales de mujeres en la Internet" a "El viaje de las internautas. ""Una perspectiva de género en las nuevas tecnologías". Editado por AMECO (Asociación Española de Mujeres Comunicadoras).(2001)[26]
- "Cuando la violencia doméstica cruza el umbral del espacio público", a "Violencia y Género Tomo II. M. Teresa López Beltrán, M. José Jiménez Tomé, Eva M. Gil Benitez (Ed). Asociación de Estudios Históricos sobre la Mujer. Centro de ediciones de la diputación de Málaga. ISBN 9788477855293. (2003)
- Las TIC, un nuevo espacio de intervención en la defensa de los derechos sociales. Las mujeres okupan la red en el libro “Género, sexo, medios de comunicación. Realidades, estrategias, utopías” coordinado por Natividad Abril. Universidad del País Vasco. ISBN 8487595952.[27]
- Comparecencia en el Senado en la Ponencia sobre la erradicación de la violencia doméstica, 2 abril de 2001. Comisión Mixta de los Derechos de la Mujer. Conclusiones de la Ponencia,[28]
- "Nuevas tecnologías de la información y la comunicación: creando puentes entre las mujeres", a Nosotras en el país de las comunicaciones. Silvia Chocarro (coord.). Editorial Icaària. (2007)[29]
- "Comunicación: todavía una asignatura pendiente para el feminismo", a Los feminismos como herramientas de cambio social (II) :De la violencia contra las mujeres a la construcción del pensamiento feminista.” Compiladores Victoria A. Ferrer Pérez i Esperanza Bosch Fiol. Treballs Feministas núm. 6. Universitat de les Illes Balears. ISBN 8476329598.[30]
- "Comunicación y educación para la ciudadanía". Revista Andalucía Educativa núm. 62. (Agost 2007)
- "Mujeres en Red, la información es poder", a Dones contra l'Estat. Juncal Caballero i Sonia Reverter ed. ISBN 978-84-608-0808-4 Seminari d'Investigació Feminista. UJC. (2008)
- Una docena de argumentos para animarte a hacer un blog. (2012)[31]
- "Prácticas e imágenes deformadas en el discurso mediático" a Informar con perspectiva de género en Medios de Comunicación e Igualdad una alianza necesaria Consejo Audiovisual de Andalucía.(2014)[32]

- "Seguridad versus privacidad, derecho a la resistencia", a Hacia una internet ciudadana. América Latina en Movimiento. ALAI.(2015)[33]
- «Patriarcado y tecnología. Seguimos en la lucha», a Gender on digital, Journal of Digital Feminism, 2024, Vol. 2, Estratexias de hackeo ao sistema dixital patriarcal. Universidad de Vigo[34]